# Rewind (Paolo Nutini)
Rewind è un singolo del cantautore britannico Paolo Nutini, pubblicato il 4 dicembre 2006 come terzo estratto dal primo album in studio These Streets.
La canzone è stata scritta da Nutini e Jim Duguid, e prodotta da Ken Nelson.
Il brano è stato utilizzato nella colonna sonora delle serie televisive CSI: Miami, The Hills ed Eli Stone e del film P.S. I Love You.

## Il video
Il video prodotto per Rewind è stato pubblicato il 7 Novembre 2006 sul canale dell'artista e vede Nutini camminare su un marciapiede opposto a un Motel.

## Tracce
CD-Single Atlantic 0075596552660 / EAN 0075596552660
1. Rewind (Radio Edit) – 3:56
2. Caledonia (Live At The Garage, Glasgow) – 4:02 (Paolo Nutini, Jim Duguid & Douglas Menzies MacLean)

## Classifiche
| Classifica (2006)      | Posizione massima |
| ---------------------- | ----------------- |
| Europa                 | 83                |
| Regno Unito            | 27                |
| Regno Unito (download) | 28                |
| Scozia                 | 3                 |